# Toronto City Centre Airport

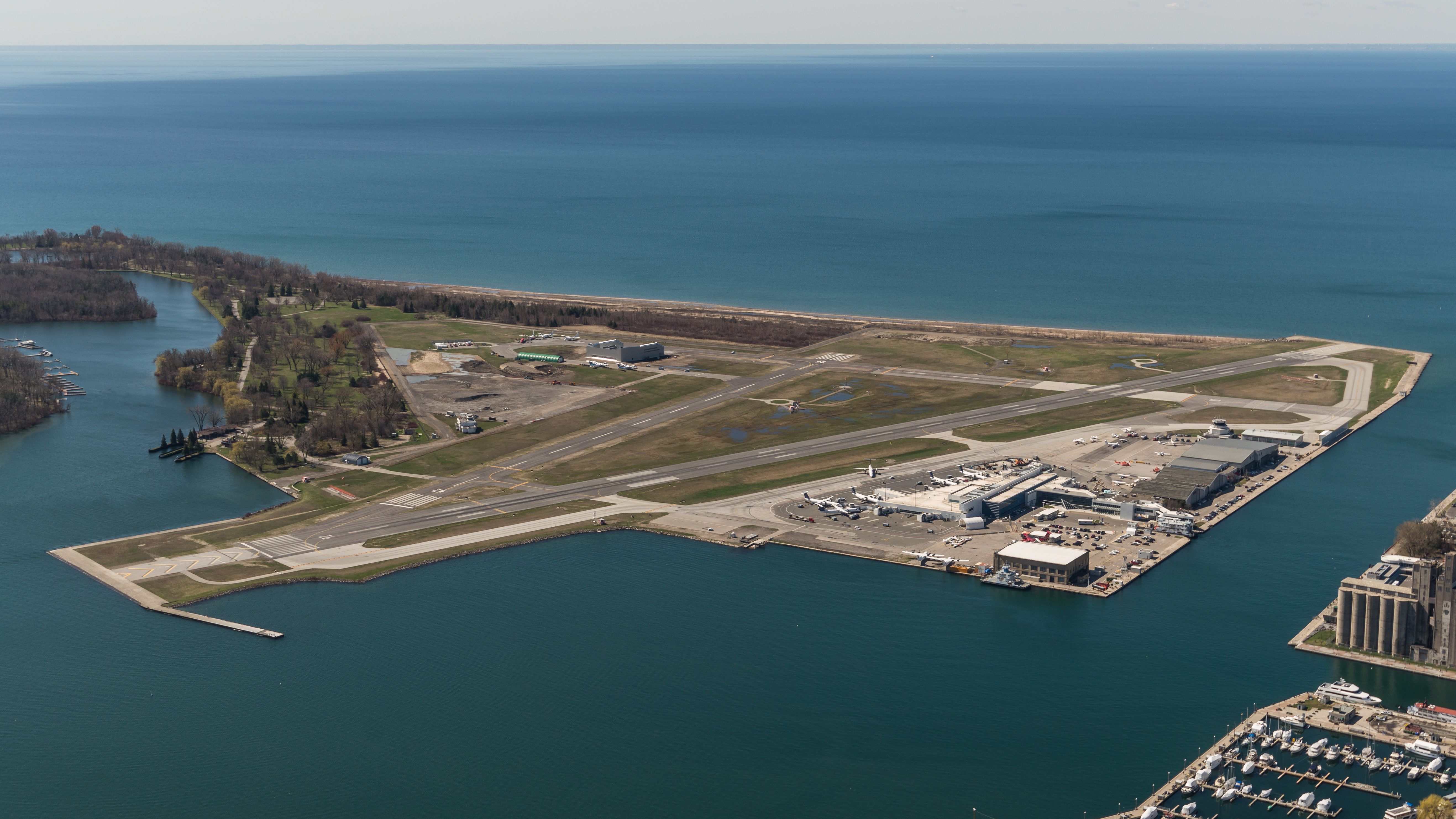
Flygplatsen sedd från CN Tower.

Billy Bishop Toronto City Airport är en trafikflygplats (IATA: YTZ, ICAO: CYTZ) i Torontos hamn. Flygplatsen är belägen på en ö (en av Torontoöarna) utan broförbindelse. För att komma från fastlandet till flygplatsen finns en gångtunnel samt en bilfärja, vars färd uppgår tar 90 sekunder.

## Infrastruktur
Flygplatsen har 3 rullbanor varav den längsta är 1 219 meter.

## Trafik
Flygbolag med trafik är Air Canada Express och Porter Airlines som båda flyger till destinationer inrikes i Kanada samt den senare även till några flygplatser i USA som Boston-Logan, Chicago-Midway, Newark-Liberty och Washington-Dulles.